# FC Casale ASD
Football Club Casale Associazione Sportiva Dilettantistica je italský fotbalový klub hrající v sezóně 2022/23 ve 4. italské fotbalové lize sídlící ve městě Casale Monferrato v regionu Piemont. Klub se znovu založil po bankrotu v roce 2013 a stal se dědicem fotbalového klubu, který vyhrál titul v sezoně 1913/14.

## Historie
V říjnu 1909 byl místní profesor Raffaele Jaffe přemluven svými studenty, aby s nimi odjel na fotbalové utkání do Caresany. Nadšený touto zkušeností navrhl studentům (zejména bratrům Cavasonza, Gallina e Varese), aby založili vlastní klub. Po několika přípravných zápasech byl Casale Foot Ball Club skutečně založen 17. prosince na shromáždění konaném v místnosti 1 Technického institutu Leardi s cílem postavit se proti Pro Vercelli, který byl v těch letech dominantním klubem italského fotbalu. Volba barvy dresů padla na černou, oproti bílé, kterou mělo Pro Vercelli. Hráč a zakládající člen Luigi Cavasonza vystřihl papírovou pěticípou hvězdu ze sešitu a našil ji na dres. Tento symbol poté byl vybrán.
První sezonu v nejvyšší lize klub odehrál 1911/12 a skončil na 6. místě ve své skupině. Velký úspěch italského fotbalu zaznamenal 14. května 1913, když jako první italský klub porazil anglický tým Reading FC (2:1).
Do sezony 1913/14 nastoupil klub velmi posílen hráči, kteří byli zkušení v s nejvyšší ligou. Vyhráli svou skupinu a ve finálové skupině získali o dva body více než druhý Janov a mohli tak slavit první titul v lize. Město Casale Monferrato je stále nejmenším městem z hlediska počtu obyvatel, které vyhrálo titul.
Po titulu v lize se již klubu nepodařilo zopakovat úspěch a nejvyšší ligu naposled hrály v sezoně 1933/34. Poté sestupovali niž a sezonu 1952/53 již byli ve čtvrté lize. Několikrát se vrátili do třetí ligy, jenže vždy sestoupili zpět. V roce 1973 se spojili s dalším klubem z města Casale Monferrato a přejmenovali se na AC Juniorcasale. V roce 1993 klub skončil v bankrotu, protože finančně selhal. Našli se ale lidi, kteří klub nově založili a začali hrát od regionálních soutěží. Do roku 2013 hrál nejvýše ve čtvrté lize.
V létě 2013 byl kvůli administrativním problémům vyloučeni a klub tak skončil. Dne 14. srpna 2013 se na žádost starosty města, přijala Federace dokument o nově založeném klubu s odkazem na ten starý. Sezonu 2014/15 vyhrál svou skupinu a postoupil tak do čtvrté ligy, kterou hraje nepřetržitě již šest sezon.

## Změny názvu klubu
- 1909/10 – 1924/25 – Casale FBC (Casale Foot Ball Club)
- 1925/26 – 1926/27 – US Casale FBC (Unione Sportiva Casale Foot Ball Club)
- 1927/28 – 1928/29 – Casale FBC (Casale Foot Ball Club XI Legione M.V.S.N.)
- 1929/30 – 1933/34 – Casale FBC (Casale Foot Ball Club)
- 1934/35 – 1943/44 – AS Casale (Associazione Sportiva Casale)
- 1945/46 – 1947/48 – Casale FBC (Casale Foot Ball Club)
- 1948/49 – 1972/73 – AS Casale FBC (Associazione Sportiva Casale Foot Ball Club)
- 1973/74 – 1978/79 – AC Juniorcasale (Associazione Calcio Juniorcasale)
- 1979/80 – AS Casale Calcio (Associazione Sportiva Casale Calcio)
- 1980/81 – 1992/93 – AS Casale (Associazione Sportiva Casale)
- 1993/94 – 2012/13 – AS Casale Calcio (Associazione Sportiva Casale Calcio)
- 2013/14 – FC Casale ASD (Football Club Casale Associazione Sportiva Dilettantistica)

## Získané trofeje

### Vyhrané domácí soutěže
- 1. italská liga (1x)

1913/14
- 2. italská liga (1×)

1929/30
- 3. italská liga (2×)

1937/38, 1947/48
- 4. italská liga (3×)

1973/74, 1988/89, 2003/04,

#### Medailové umístění
| Medaile umístění | Sezona  |
| ---------------- | ------- |
| Serie A          | 1913/14 |

## Účast v ligách
| Úroveň soutěže | Název soutěže (nynější název) | První hraná sezona | Poslední hraná sezona | celkem odehraných sezon |
| -------------- | ----------------------------- | ------------------ | --------------------- | ----------------------- |
| 1              | Serie A                       | 1911/12            | 1933/34               | 17                      |
| 2              | Serie B                       | 1929/30            | 1946/47               | 4                       |
| 3              | Serie C                       | 1935/36            | 1991/92               | 27                      |
| 4              | Serie D                       | 1952/53            | 2022/23               | 36                      |
| 5              | Eccellenza                    | 1984/85            | 2009/10               | 14                      |

### Historická tabulka
Od vzniku Serie A v roce 1929 do sezony 2021/22.
| Umístění | Klub          | Roky | Body | Zápasy | Výhry | Remízy | Prohry | Skóre   |
| -------- | ------------- | ---- | ---- | ------ | ----- | ------ | ------ | ------- |
| 56.      | FC Casale ASD | 4    | 90   | 136    | 33    | 24     | 79     | 149:297 |

## Fotbalisté

### Na velkých turnajích

#### Účastníci Afrického poháru národů
- Damien Chrysostome (APN 2008)

#### Účastníci Olympijských her
- Luigi Barbesino (OH 1912)
- Umberto Caligaris (OH 1924)
- Umberto Caligaris (OH 1928)